# Lijst van beelden in Loppersum
Dit is een chronologische lijst van beelden in Loppersum. Onder een beeld wordt hier verstaan elk driedimensionaal kunstwerk in de openbare ruimte van de voormalige Nederlandse gemeente Loppersum, waarbij beeld wordt gebruikt als verzamelbegrip voor sculpturen, standbeelden, installaties, gedenktekens en overige beeldhouwwerken.
| Geplaatst | Omschrijving                    | Kunstenaar        | Straat       | Plaats      | Materiaal                  | Afbeelding |
| --------- | ------------------------------- | ----------------- | ------------ | ----------- | -------------------------- | ---------- |
| 1875      | gevelsteen armhuis              | onbekend          |              | Eenum       | steen                      |            |
| 1948      | Monument Fokko Reinard Zuidveld | Willem Valk       | Stadsweg     | Garrelsweer | natuursteen                |            |
| 1952      | Verzetsmonument                 | Thees Meesters    | Torenplein   | 't Zandt    | brons op natuurstenen zuil |            |
| 1956      | Hert                            | Willem Valk       | Schoolstraat | Loppersum   |                            |            |
| 1965      | Nereïde op Triton               | Nic Jonk          | centrum      | 't Zandt    | brons                      |            |
| 1980      | Köster van Garrelsweer          | Wladimir de Vries | Kerkepad     | Garrelsweer | steen                      |            |
| 1988      | vrouw                           | Jan Apis          | Kerkepad     | Garsthuizen |                            |            |
| 1997      | Koe met kind                    | Jan van Baren     | Dorpsweg     | Westeremden | brons                      |            |
| 2002      | Lubbe van Leermens              | Rolf Veenstra     |              | Leermens    |                            |            |
| ?         | gevelsteen                      | onbekend          | borg Ewsum   | Middelstum  | steen                      |            |